# Mistrzostwa Wspólnoty Narodów w Zapasach 2011
XII Mistrzostwa wspólnoty narodów w zapasach rozgrywane były w Melbourne w Australii, w dniach 4-7 sierpnia 2011 roku.

## Tabela medalowa
Gospodarz zawodów został zaznaczony kolorem.
| Poz.    | Państwo       |    |    |    | Łącznie |
| 1       | Indie         | 15 | 20 | 5  | 39      |
| 2       | Kanada        | 4  | 1  | 7  | 12      |
| 3       | Australia     | 2  | 0  | 14 | 16      |
| 4       | Szkocja       | 0  | 0  | 6  | 6       |
| 5       | Pakistan      | 0  | 0  | 2  | 2       |
| 6       | Nowa Zelandia | 0  | 0  | 1  | 1       |
| -       | Samoa         | 0  | 0  | 1  | 1       |
| -       | Walia         | 0  | 0  | 1  | 1       |
| Łącznie | Łącznie       | 21 | 21 | 37 | 79      |

## Rezultaty

### Mężczyźni

#### Styl klasyczny
| Konkurencja         | Złoto            | Srebro           | Brąz                            |
| Kategoria do 55 kg  | Rajender Kumar   | Joginder Singh   | ----                            |
| Kategoria do 60 kg  | Anil Kumar       | Ravinder Singh   | Deon Swart Shane Parker         |
| Kategoria do 66 kg  | Sunil Kumar Rana | Sandeep Yadav    | Mehrdad Tarash Viliamu Fualau   |
| Kategoria do 74 kg  | Hassan Shahsavan | Rajbir Chhikara  | Clinton Davies Rajesh Kumar     |
| Kategoria do 84 kg  | Manoj Kumar      | Kulwant Rai      | Ali Abdo Władimir Popow         |
| Kategoria do 96 kg  | Anil Kumar       | Ashok Kumar      | Priscus Fogagnolo Muhammad Umar |
| Kategoria do 120 kg | Iwan Popow       | Dharmender Dalal | Rishi Pal Sunny Dhinsa          |

#### Styl wolny
| Konkurencja         | Złoto         | Srebro                 | Brąz                            |
| Kategoria do 55 kg  | Rahul Aware   | Gilbert Musonza        | Craig McKenna Justin Holland    |
| Kategoria do 60 kg  | Rajneesh      | Rahul Mann             | Kirk Ackerman Farzad Tarash     |
| Kategoria do 66 kg  | Amit Kumar    | Pardeep                | Scott Schiller Adam Collett     |
| Kategoria do 74 kg  | Cleopas Ncube | Narsingh Pancham Yadav | Alex Gladkov Parmjeet           |
| Kategoria do 84 kg  | Pawan Kumar   | Naresh Kumar           | Matthew Miller Ali Abdo         |
| Kategoria do 96 kg  | Mausam Khatri | Varun Kumar            | Priscus Fogagnolo Muhammad Umar |
| Kategoria do 120 kg | Sunny Dhinsa  | Naveen Mor             | Gurdeep Beesla Rajiv Tomer      |

### Kobiety

#### Styl wolny
| Konkurencja        | Złoto         | Srebro               | Brąz                          |
| Kategoria do 48 kg | Babita Kumari | Priyanka Singh       | Donna Robertson               |
| Kategoria do 51 kg | Neha Rathi    | Rachna Shekawat      | Zarina Yussof-Guy             |
| Kategoria do 55 kg | Geeta Phogat  | Kamlesh Devi         | Jayne Clason Louise Randle    |
| Kategoria do 59 kg | Alka Tomar    | Kirstina Arya        | Tracy Connell Sara Pattenaude |
| Kategoria do 63 kg | Dorothy Yeats | Anita Sheoran        | Suman Kundu Sarah Connolly    |
| Kategoria do 67 kg | Navjot Kaur   | Shilpi Sheoran       | Sarah Jones                   |
| Kategoria do 72 kg | Erica Wiebe   | Gursharan Preet Kaur | Veronica Keefe Emma Chalmers  |